# Joseph Fry (chocolatier)
Joseph Fry (1728-1787), inventeur et industriel anglais du chocolat au XVIIIe siècle a lancé la première broyeuse hydraulique pour les fèves de cacao et ainsi stimulé la consommation, en diminuant le coût de production.

## Biographie
Fils d'une famille quaker, Joseph Storrs Fry s'installe dans le port colonial de Bristol comme apothicaire et s'intéresse à l'industrie, dans une Angleterre en forte croissance : importation de porcelaine de Chine, fabrication de savon, ou fonte de caractères d'imprimerie. Il y épouse Anna Portsmouth, (1719-1803), la fille de son patron. 
En 1753, son père Joseph Fry ouvre une petite manufacture de pâte de chocolat à destination des pharmacies et drogueries de Bristol, qui prit plusieurs formes successives:  Fry, Vaughan & Co, puis Fry and Pine. Il investit ensuite avec William Pyne dans Joseph Fry & Co, une imprimerie à qui l'Université d'Oxford confie en 1758 la charge de fabriquer des caractères en grec ancien. Il édite des livres de Virgile et Milton. L'un de ses fils, Edmund Fry (1754–1835), reprend l'imprimerie, qu'il rebaptisera Edmund Fry & Co. Le père s'associe lui avec Richard Champion dans la manufacture de porcelaine Bristol China Factory.
En 1761, il rachète la pharmacie de Charles Churchman et le brevet pour une machine à broyer les fèves qu'avaient mise au point Charles Churchman, avant de le transmettre à son fils Walter Churchman. Tous deux avais mit au point en 1728 un procédé, déposé en 1729, pour le broyage par hydraulique des fèves de cacao dans leur fabrique de Castle Mills, selon l'économiste Nikita Harwich et son "Histoire du cacao, Nikita Harwich Vallenilla (1992), 291 pages". Charles Churchman venait de décéder,. 
En 1732, le Français Debuisson inventa une "table à broyer les fèves de cacao", chauffée et horizontale devant laquelle l'ouvrier travaillait debout, et son compatriote Doret n'introduira en France une machine hydraulique pour broyer le cacao qu'en 1778.
Joseph Storrs Fry détient dès 1764 un réseau d'agents dans 53 villes différentes et exporte en Irlande, facilement accessible en bateau de Bristol.
Dans un « humble mémoire de Joseph Storrs Fry » de 1764, à l'attention de l'administration du Trésor, il signale qu'il paie de droit d'excise de 2,3 shillings par livre de cacao, en plus d'un coût de la matière première de 10 shillings environ, soit une taxation de près de 25 %. En 1776, une livre de chocolat représentait les revenus d'une semaine de travail pour un laboureur. En 1784, cette politique fiscale pénalisante est aggravée d'un fort protectionnisme, avec deux taxes : 5,1 shilling par livre de cacao importé, mais seulement 1,1 shilling par livre de cacao venant de possessions britanniques, alors peu équipées en cacao selon les historiens.
À sa mort, en 1787, sa veuve Anna et son fils aîné, Joseph Storrs II (1769–1835), 20 ans, héritent de J. S. Fry & Sons, qu'ils rebaptisent Anna Fry & Son, puis  J. S. Fry & Sons, à la mort d'Anna en 1803. En 1795, le fils et la mère utilisent la première machine à vapeur consacrée au broyage des fèves de cacao, qui permet de fabriquer boissons, préparations médicales, gâteaux, pastilles et bonbons, avec une centaine d'employés.
Le succès des Fry fait des émules. Dès les années 1780, James Baker, médecin aussi, ouvre une usine de chocolat aux États-Unis. En 1819, François-Louis Cailler crée la première fabrique suisse de chocolat, suivi en 1825 par Philippe Suchard puis, cinq ans plus tard, par Charles-Amédée Kohler, qui a l'idée d'ajouter des noisettes. En Angleterre, Cadbury naît en 1824, fondée à Birmingham par John Cadbury, un autre quaker. Résultat, la baisse continue du prix du chocolat lui a permis en moins de trente ans de se démocratiser.
À la mort de Joseph Storrs II en 1835, ses fils Francis Fry (1803-1886), Richard et Joseph Fry (1795–1879), reprennent l'entreprise. En 1847, les trois frères découvrent qu'en mélangeant du beurre de cacao, au chocolat en poudre de Van Houten et à du sucre, on obtient une pâte à mouler pour obtenir du chocolat à croquer. Vers 1880, ils contrôlent la première chocolaterie au monde, qui occupe tout le centre de Bristol et emploie 1 500 ouvriers. Francis Fry (1803-1886), collectionneur de bibles, investit dans la société de distribution d'eau de la ville et dans la Bristol and Gloucester Railway.
Comme beaucoup d'industriels quakers, Joseph Fry voue un véritable culte au travail, considéré comme l'une des voies privilégiées vers le salut. La famille refuse d'importer du chocolat de la colonie portugaise de São Tomé, proche des côtes africaines, jugeant les conditions de production inacceptables. Les portugais avaient importé en 1824 à São Tomé la variété de cacao Forestero venue du Brésil. L'autre variété célèbre, le cacao Theobroma, venue du Darién ou Panama, arrive en 1900 dans les trois pays africains qui vont dominer la scène mondiale du cacao au XXe siècle, Guana, Nigéria, et surtout Côte d'Ivoire. 
En 1919, plus d'un siècle et demi après sa création, J.S Fry & Sons fusionnera avec Cadbury.